# Kolonia Bobrowska Wola
Kolonia Bobrowska Wola – wieś w Polsce położona w województwie świętokrzyskim, w powiecie włoszczowskim, w gminie Kluczewsko.
| SIMC    | Nazwa                   | Rodzaj     |
| ------- | ----------------------- | ---------- |
| 0542008 | Bobrowska Wola Kamienna | przysiółek |

W latach 1975–1998 miejscowość administracyjnie należała do województwa piotrkowskiego.
Wierni Kościoła rzymskokatolickiego należą do parafii św. Jakuba w Stanowiskach.

## Historia
Według spisu powszechnego z roku 1921 miejscowość Kolonia Bobrowska Wola posiadała 25 domy(ów) i 159 mieszkańców.